# Francesc de Paula Bedós i Arnal
Francesc de Paula Bedós i Arnal (Xerta, Baix Ebre, 1867 - Sabadell, 22 de febrer de 1927) fou un metge, escriptor i bibliòfil català.

## Biografia
Cursà estudis de Medicina i als 22 anys ja s'havia doctorat. Tot seguit d'acabar la carrera, va ingressar com a metge a la Companyia Transatlàntica i durant més de tres anys navegà per tots els mars i conegué molts països: Filipines, Argentina, Xile, Perú, Cuba, Nova York, Anglaterra, Xina, Egipte i Palestina, s'endinsà al Sàhara i resseguí tota l'Àfrica del Nord. A la tornada dels viatges, s'instal·là a Sabadell però durant un breu període, entre els anys 1918-1919, s'instal·là al poble del Pont d'Armentera per fer front a una pandèmia de grip. Arran d'aquests fets aquesta població li dedicà una de les seves places l'any 1996.

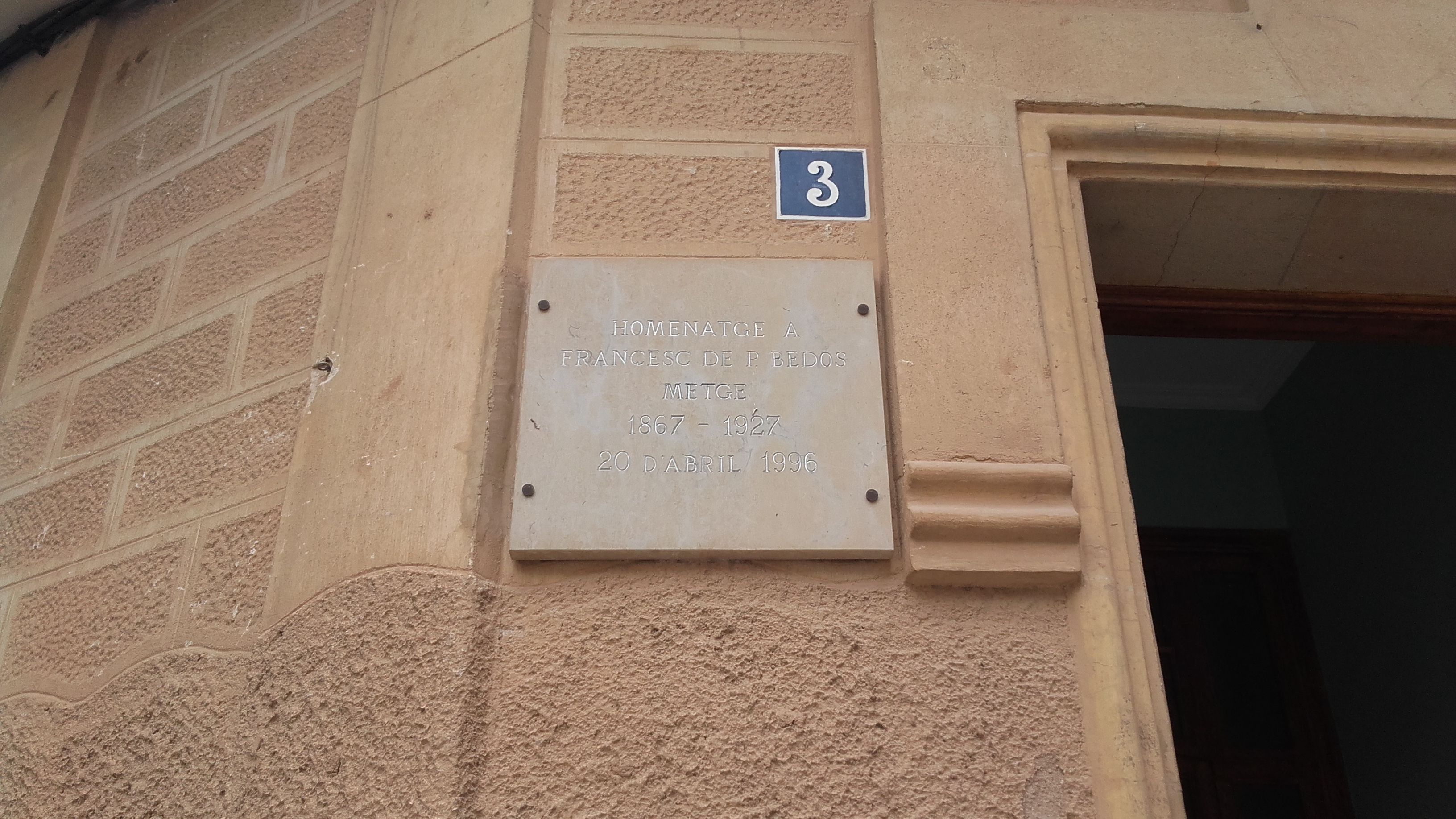
Placa d'homenatge al metge Francesc de Paula Bedós i Arnal en una de les places de la població del Pont d'Armentera (foto: Genís Ribé).

Va ser membre actiu del Centre Català de Sabadell i de l'Associació Protectora de l'Ensenyança Catalana i, juntament amb Joan Montllor i Pujal, va ser un dels fundadors del Centre Excursionista del Vallès. Aficionat a la literatura, la música i la pintura, disposava d'una gran biblioteca, una de les més ben dotades de Sabadell, i ell mateix va escriure poesia i teatre. Amb La flor de la immortalitat, música de Miquel Ferrer, i Qui fa, desfà assolí un cert èxit de públic. El 1914 va fundar la revista Ars, d'art i literatura i va organitzar unes vetllades literàries amb lectures públiques d'autors catalans al Centre Català. Bedós va ser el mecenes del seu amic d'infantesa, el pintor tortosí Francesc Gimeno, a qui retrobà casualment a Barcelona, el portà a Sabadell i l'hostatjà a casa seva. Fou un dels primers sabadellencs a disposar de màquina de fotografiar i amb Joan Vilatobà, en les sortides dominicals a plena natura, van substituir el cavallet i la paleta per la càmera fotogràfica.
El 30 d'octubre de 1985 Sabadell li dedicà el carrer del Doctor Bedós.